# Haagen (Gemeinde Altlengbach)
Haagen ist eine Ortschaft in der Marktgemeinde Altlengbach im Bezirk St. Pölten-Land, Niederösterreich.

## Geografie
Der Weiler befindet sich östlich von St. Pölten in den Niederösterreichischen Voralpen und am westlichen Ende des Wienerwaldes hoch auf dem südwestlichen Rücken des Eichberges, der mit seinen östlichen Fortsetzungen, dem Kleinen Weinberg (493 m ü. A.) und Kuhreiterberg (514 m ü. A.) einen Bogen zwischen dem Laabenbach einerseits und den Anzbach sowie dem Lengbach andererseits spannt. Der Ort ist über eine Straße via Leitsberg und Gottleitsberg erreichbar. Diese Straße endet in Haagen. Am 1. Jänner 2024 zählte die Ortschaft 13 Einwohner.

## Geschichte
Laut Adressbuch von Österreich waren im Jahr 1938 in Haagen drei Landwirte mit Direktvertrieb ansässig.